# La Loma de Puente San Pedro
La Loma de Puente San Pedro är en ort i kommunen Otzolotepec i delstaten Mexiko i Mexiko. Samhället hade 1 125 invånare vid folkräkningen år 2020.